# Saint-Dézery
Ne doit pas être confondu avec Saint-Dézéry ou Saint-Drézéry.
Saint-Dézery est une commune associée d'Ussel et une ancienne commune française, située dans le département de la Corrèze en région Nouvelle-Aquitaine.

## Géographie
La commune avait une superficie de 4,84 km2.

## Histoire
Par arrêté préfectoral du 30 décembre 1972, Saint-Dézery est rattachée le 1er janvier 1973 à la commune d'Ussel sous la forme d'une fusion-association où Saint-Dézery devient une commune associée.

## Administration

### Liste des maires
| Période | Période | Identité        | Étiquette | Qualité                                                                           |
| ------- | ------- | --------------- | --------- | --------------------------------------------------------------------------------- |
| ?       | ?       | Gabriel Lébraly | DVD       | Député de la Corrèze (1871-1876) Conseiller général du canton d'Ussel (1871-1888) |

### Liste des maires délégués
| Période        | Période        | Identité             | Étiquette | Qualité                |
| -------------- | -------------- | -------------------- | --------- | ---------------------- |
| mars 1995      | 5 juillet 2020 | Jean-Paul Bourre     | PS        | Retraité salarié privé |
| 5 juillet 2020 | En cours       | Sébastien Devallière | DVD       |                        |

### Démographie
| 1793 | 1800 | 1806 | 1821 | 1831 | 1836 | 1841 | 1846 | 1851 |
| ---- | ---- | ---- | ---- | ---- | ---- | ---- | ---- | ---- |
| 150  | 138  | 169  | 153  | 195  | 170  | 180  | 194  | 180  |

| 1856 | 1861 | 1866 | 1872 | 1876 | 1881 | 1886 | 1891 | 1896 |
| ---- | ---- | ---- | ---- | ---- | ---- | ---- | ---- | ---- |
| 282  | 218  | 259  | 226  | 214  | 284  | 253  | 221  | 185  |

| 1901 | 1906 | 1911 | 1921 | 1926 | 1931 | 1936 | 1946 | 1954 |
| ---- | ---- | ---- | ---- | ---- | ---- | ---- | ---- | ---- |
| 190  | 194  | 160  | 135  | 135  | 125  | 117  | 105  | 114  |

| 1962 | 1968 | 1975 | 1982 | 1990 | 1999 | 2006 | 2008 | 2011 |
| ---- | ---- | ---- | ---- | ---- | ---- | ---- | ---- | ---- |
| 110  | 129  | -    | -    | -    | -    | 105  | 129  | 127  |

| 2013 | 2014 | 2015 | 2016 | 2017 | 2018 | 2019 | 2020 | 2021 |
| ---- | ---- | ---- | ---- | ---- | ---- | ---- | ---- | ---- |
| 128  | 135  | 143  | 150  | 151  | 160  | 156  | 153  | 153  |

| 2022 | - | - | - | - | - | - | - | - |
| ---- | - | - | - | - | - | - | - | - |
| 153  | - | - | - | - | - | - | - | - |

Histogramme

(élaboration graphique par Wikipédia)

## Culture locale et patrimoine

### Héraldique
| Blason de Saint-Dézery | Blason  | D'azur au sautoir d'argent cantonné en chef d'une étoile, à dextre d'un arbre, à senestre d'un lion et en pointe d'un croissant, le tout d'or. |
| Blason de Saint-Dézery | Détails | Armes de la famille Andrieu de la Mazière. Adopté le 19 septembre 1986.                                                                        |